# Liste der Kulturgüter in Zofingen
Die Liste der Kulturgüter in Zofingen enthält alle Objekte in der Gemeinde Zofingen im Kanton Aargau, die gemäss der Haager Konvention zum Schutz von Kulturgut bei bewaffneten Konflikten, dem Bundesgesetz vom 20. Juni 2014 über den Schutz der Kulturgüter bei bewaffneten Konflikten sowie der Verordnung vom 29. Oktober 2014 über den Schutz der Kulturgüter bei bewaffneten Konflikten unter Schutz stehen.
Objekte der Kategorien A und B sind vollständig in der Liste enthalten, Objekte der Kategorie C fehlen zurzeit (Stand: 1. Januar 2023).

## Kulturgüter
| Foto | | Objekt                                                                                 | Kat. | Typ | Standort                                              | Beschreibung |
| ---- | --- | -------------------------------------------------------------------------------------- | ---- | --- | ----------------------------------------------------- | --- |
| ja   | Datei hochladen · Wikidata zu Rathaus Zofingen (Q1569597)                                                       | Rathaus KGS-Nr.: 00305                                                                 | A    | G   | Rathausgasse 4 638402 / 237601                        | 1791 erbautes Rathaus im klassizistischen Stil. Dreigeschossiges Gebäude unter Mansarddach mit elfachsiger Hauptfassade. Dominante Mittelachse mit doppelläufiger Freitreppe, darüber Kuppelturm mit Laterne.                                                                                        |
| ja   | Datei hochladen · Wikidata zu Ehemaliges Schützenhaus (Q439617)                                                 | Ehemaliges Schützenhaus KGS-Nr.: 00307                                                 | A    | G   | General-Guisan-Strasse 12 638522 / 237687             | Von 1813 bis 1825 erbautes Schützenhaus im klassizistischen Stil. Freistehender, zweigeschossiger Rechteckbau mit kräftigen Eckpilastern. Standort des Kunsthauses Zofingen. |
| ja   | Datei hochladen · Wikidata zu Gemeindeschulhaus (Q19362410)                                                     | Gemeindeschulhaus KGS-Nr.: 00308                                                       | A    | G   | General-Guisan-Strasse 14 638519 / 237794             | In den Jahren 1873 bis 1876 nach Plänen von Felix Wilhelm Kubly und Johann Jakob Breitinger erbautes Schulgebäude im Neorenaissance-Stil. Gehört zu den monumentalsten schweizerischen Schulanlagen des 19. Jahrhunderts. Aula mit Dekorationsmalerei von Hans Wildermuth.                           |
| ja   | Datei hochladen · Wikidata zu Museum Zofingen (Q19362412)                                                       | Museum KGS-Nr.: 00311                                                                  | A    | G   | General-Guisan-Strasse 18 638428 / 237845             | Von 1899 bis 1901 nach Plänen von Emil Vogt erbautes Museumsgebäude im Neorenaissance-Stil. Ausstellungen zur Stadt- und Naturgeschichte. |
| ja   | Datei hochladen · Wikidata zu Sennenhof (Q19362413)                                                             | Sennenhof KGS-Nr.: 00314                                                               | A    | G   | Hintere Hauptgasse 14, 16 638355 / 237764             | 1731/32 erbautes repräsentatives Wohnhaus im spätbarocken Stil, teilweise unter Einbezug eines Vorgängerbaus. Zwei dreigeschossige Mauerbauten mit Lukarnen und Ründen, seit 1753 verbunden durch dreijochigen Bogengang mit Terrasse.                                                               |
| ja   | Datei hochladen · Wikidata zu Ehemaliges Siechenhaus (Q1531459)                                                 | Ehemaliges Siechenhaus KGS-Nr.: 08999                                                  | A    | G   | Aarburgerstrasse 21 / Im Rank 6 637883 / 238185       | 1609/10 erbautes Hospital für Leprakranke. Freistehender spätgotischer Bau unter steilem Krüppelwalmdach. Im Erdgeschoss Quadermauerwerk, darüber Fachwerk. |
| ja   | Datei hochladen · Wikidata zu Stadtbibliothek Zofingen (Q19362414)                                              | Stadtbibliothek Zofingen KGS-Nr.: 09322                                                | A    | S   | Hintere Hauptgasse 20 638378 / 237709                 | Im Jahr 1693 gegründete städtische Bibliothek mit umfangreichen historischen Beständen; insgesamt mehr als 60'000 Bände. |
| ja   | Datei hochladen · Wikidata zu Hirzberg, römischer Gutshof, mit römischen Mosaikböden in Schutzbauten (Q1804343) | Hirzenberg, römischer Gutshof mit römischen Mosaikböden in Schutzbauten KGS-Nr.: 09561 | A    | F   | Römerbadweg 5.1, 5.2 638671 / 237017                  | 1826 entdeckte Mosaikfussböden; Teil einer römischen Villa rustica des 1. bis 4. Jahrhunderts. Darüber zwei in den Jahren 1830/31 errichtete identische Schutzbauten im klassizistischen Stil mit Giebeldach und Säulenportikus.                                                                     |
| ja   | Datei hochladen · Wikidata zu Klösterli (Q1351616)                                                              | Klösterli KGS-Nr.: 09735                                                               | A    | G   | Klösterligasse 2 638496 / 237566                      | 1727 erbautes herrschaftliches Bürgerhaus im barocken Stil. Dreigeschossiger, durch Rechteck- und Spitzbogenfenster streng symmetrisch gegliederter Mauerbau unter Walmdach. An der Nordfassade hölzerne Loggia mit toskanischen Säulen.                                                             |
| ja   | Datei hochladen · Wikidata zu Heiternplatz (Q19362411)                                                          | Heiternplatz KGS-Nr.: 10466                                                            | A    | G   | Heiternplatzweg 639058 / 237157                       | Von Lindengeviert umgebener Festplatz auf dem Heiternhügel. 1745 als Exerzierplatz errichtet. |
| ja   | Datei hochladen · Wikidata zu Alte Lateinschule (Q29581738)                                                     | Alte Lateinschule (mit Stadtarchiv, Stadtbibliothek) KGS-Nr.: 00306                    | B    | G   | Hintere Hauptgasse 20 638379 / 237712                 | 1602 von Antoni Stab erbautes Gebäude im nachgotischen Stil; zuerst als Lateinschule genutzt, später als Stadtarchiv und -bibliothek. Dreigeschossiger Mauerbau unter Gerschilddach. |
| ja   | Datei hochladen · Wikidata zu Landgut Hirzenberg (Q29581846)                                                    | Landgut Hirzenberg KGS-Nr.: 00309                                                      | B    | G   | Bottensteinerstrasse 6–10 638687 / 237340             | 1786 erbautes, grosszügig dimensioniertes Landgut im klassizistischen Stil. Umfasst Wohnhaus, Ökonomiegebäuden, Wirtschaftshof und Ziergarten. |
| ja   | Datei hochladen · Wikidata zu Markthalle (Q29581857)                                                            | Markthalle KGS-Nr.: 00310                                                              | B    | G   | Niklaus-Thut-Platz 1 638336 / 237616                  | 1726 erbaute Markthalle im barocken Stil. Schmales, lang gestrecktes Gebäude unter vorkragendem Walmdach entlang der Marktgasse, mit kräftigen Eckpfeilern. |
| ja   | Datei hochladen · Wikidata zu Neuhaus (Q29581862)                                                               | Neuhaus KGS-Nr.: 00312                                                                 | B    | G   | Niklaus-Thut-Platz 9 638396 / 237679                  | 1770 erbautes repräsentatives Wohnhaus im Spätrokoko-Stil. Dreiseitig freistehendes Gebäude unter Mansarddach mit markanten gequaderten Ecklisenen. |
| ja   | Datei hochladen · Wikidata zu Villa Straehl mit Gartenpavillon (Q29581919)                                      | Villa Straehl mit Gartenpavillon KGS-Nr.: 00315                                        | B    | G   | Luzernerstrasse 1 638494 / 237409                     | Repräsentative Villa im klassizistischen Stil, um 1879 vermutlich von Carl Rothpletz erbaut. Straff gegliederte Fassaden mit überhöhtem Mittelrisalit sowie aufwändigen Gurt- und Kreuzgesimsen. Rückwärtig zwei Gartenhäuser.                                                                       |
| BW   | Datei hochladen · Wikidata zu Villa Egg-Steiner (Q29581912)                                                     | Villa Egg-Steiner KGS-Nr.: 15938                                                       | B    | G   | Müllerweg 1 638139 / 237137                           | 1902 erbautes Wohnhaus im Übergang zwischen Heimatstil und Jugendstil. Zweigeschossige Villa unter reich gegliedertem Dach (Balkonüberdachung mit fliegender Giebelkonstruktion und Spitzhelmüberhöhung). Im Innern getäferte Zimmer und verglaste Loggia.                                           |
| BW   | Datei hochladen · Wikidata zu Wasserrad (Q29581925)                                                             | Wasserrad KGS-Nr.: 15939                                                               | B    | K   | Mühletych 637840 / 236901                             | Um 1850 erbautes Wasserrad mit 36 Schaufeln aus Eschenholz. Gehört mit einem Durchmesser von 4,60 m zu den grössten erhalten gebliebenen Industriewasserrädern der Schweiz. |
| BW   | Datei hochladen · Wikidata zu Wachthaus (Q29581923)                                                             | Wachthaus KGS-Nr.: 15941                                                               | B    | G   | Vordere Hauptgasse 2 638215 / 237862                  | 1837 erbautes Wachthaus im klassizistischen Stil mit deutlich erkennbaren Resten der abgebrochenen Stadtmauer. |
| ja   | Datei hochladen · Wikidata zu Schlachthaus (Q106452329)                                                         | Schlachthaus KGS-Nr.: 15942                                                            | B    | G   | Fegergasse 18–20 638214 / 237758                      | Von 1870 bis 1991 genutztes Schlachthaus. Präsentiert sich mit den ursprünglichen, teilweise vergrösserten Schlitzfenstern als deutlich erkennbarer Teil der früheren Stadtbefestigung. |
| BW   | Datei hochladen · Wikidata zu Fabrikanlage Kneubühler AG (Q106466329)                                           | Fabrikanlage Kneubühler AG KGS-Nr.: 15943                                              | B    | G   | Mühlethalstrasse 22–26 638497 / 238343                | Aus drei Gebäuden bestehende Fabrikanlage aus der Mitte des 19. Jahrhunderts. Ursprünglich als Färberei und von 1926 bis 1983 als Sportkleiderfabrik genutzt. |
| BW   | Datei hochladen · Wikidata zu Haus (Q29581809)                                                                  | Haus KGS-Nr.: 15944                                                                    | B    | G   | Brittnauerstrasse 6 638447 / 236744                   | 1781 erbautes Landhaus im spätbarocken Stil. Zweigeschossiges Wohngebäude mit Sandsteinmauerwerk, ausladendem Mansarddach und Ründen mit geschnitzten Bügen. |
| ja   | Datei hochladen · Wikidata zu Landgut Pomern (Q29581848)                                                        | Landgut Pomern KGS-Nr.: 15945                                                          | B    | G   | Bottensteinerstrasse 1 638597 / 237343                | 1739 erbautes repräsentatives Landhaus im spätbarocken Stil. Quergestellter Längsflügel mit offenen Lauben als Verbindungsgang zwischen zwei den rechtwinklig anstossenden Schenkeln. |
| ja   | Datei hochladen · Wikidata zu Haus (Q29581830)                                                                  | Haus KGS-Nr.: 15946                                                                    | B    | G   | Schulgasse 5 638341 / 237715                          | Spätbarockes dreigeschossiges Altstadthaus. Vierachsige Front mit Lisenengliederung und stark abgeknicktem Giebeldach. |
| ja   | Datei hochladen · Wikidata zu Löwenapotheke (Q29581853)                                                         | Löwenapotheke KGS-Nr.: 15947                                                           | B    | G   | Vordere Hauptgasse 84 638334 / 237561                 | Um 1770 erbautes spätbarockes Altstadthaus mit Apotheke im Erdgeschoss. Viergeschossiger Mauerbau unter Mansarddach mit markanten Ecklisenen, regelmässig verteilten Stichbogenfenstern und vielfach profiliertem Dachgesims.                                                                        |
| ja   | Datei hochladen · Wikidata zu Haus (Q29581826)                                                                  | Haus KGS-Nr.: 15948                                                                    | B    | G   | Pfistergasse 30 638297 / 237535                       | Spätgotisches Bürgerhaus unter vorkragendem Krüppelwalmdach. An der Südseite angebaute hölzerne Veranden von 1925. |
| ja   | Datei hochladen · Wikidata zu Haus (Q29581823)                                                                  | Haus KGS-Nr.: 15949                                                                    | B    | G   | Pfistergasse 26 638284 / 237539                       | Um 1650 parallel zur Stadtmauer erbautes, dreigeschossiges Wohnhaus mit L-förmigem Grundriss. |
| ja   | Datei hochladen · Wikidata zu Gasthaus "Zum Goldenen Ochsen" (Q29581794)                                        | Gasthaus «Zum Goldenen Ochsen» KGS-Nr.: 15950                                          | B    | G   | Vordere Hauptgasse 8 638225 / 237843                  | 1607 erbautes Gasthaus im gotischen Stil mit dreiteiliger Hauptfassade. Mittelrisalit unter Dreieckgiebel; Eck- und Risalitlisenen mit Quaderteilung. |
| ja   | Datei hochladen · Wikidata zu Ehemaliges Waisenhaus (Q29581765)                                                 | Ehemaliges Waisenhaus KGS-Nr.: 15951                                                   | B    | G   | Engelgasse 1 638353 / 237565                          | In der zweiten Hälfte des 15. Jahrhunderts erbautes Wohnhaus, von 1779 bis 1930 als Waisenhaus genutzt. Viergeschossiger Eckbau mit mächtigen Pfeilern. |
| ja   | Datei hochladen · Wikidata zu Haus (Q29581837)                                                                  | Haus KGS-Nr.: 15952                                                                    | B    | G   | Vordere Hauptgasse 28–30 638247 / 237770              | Spätgotisches Doppel-Altstadthaus mit Gewerbelokal. Weit vorkragender Giebel mit Gerschild, darin eingespannt hölzerne Laube auf gedrechselten Bügen. |
| ja   | Datei hochladen · Wikidata zu Ehemaliges Zunfthaus zu Ackerleuten (Q29581759)                                   | Ehemaliges Zunfthaus zu Ackerleuten KGS-Nr.: 15953                                     | B    | G   | Vordere Hauptgasse 44 638258 / 237720                 | 1798 erbautes, Klassizistisches dreigeschossiges Zunfthaus unter Mansarddach. |
| ja   | Datei hochladen · Wikidata zu Haus (Q29581834)                                                                  | Haus KGS-Nr.: 15954                                                                    | B    | G   | Vordere Hauptgasse 25 638263 / 237764                 | Um 1600 erbautes spätgotisches Eckhaus unter Mansarddach; Hauptfassade mit Stichbogenfenstern. |
| ja   | Datei hochladen · Wikidata zu Haus "Zum Mohren" (Q29581805)                                                     | Haus «Zum Mohren» KGS-Nr.: 15955                                                       | B    | G   | Gerbergasse 7 638437 / 237510                         | 1598 erbautes Eckhaus im Spätrenaissance-Stil mit kräftigen Eck- und Mittelpfeilern. Krüppelwalmdach, im vorkragenden Giebel zwei übereinander liegende Lauben mit Flachbalustergeländern. |
| ja   | Datei hochladen · Wikidata zu Haus (Q29581818)                                                                  | Haus KGS-Nr.: 15956                                                                    | B    | G   | Gerbergasse 11 638468 / 237528                        | Doppelhaus mit breitem Quergiebel, der eine offene Laube überdeckt. |
| ja   | Datei hochladen · Wikidata zu Haus (Q29581839)                                                                  | Haus KGS-Nr.: 15957                                                                    | B    | G   | Vordere Hauptgasse 98–100 638372 / 237500             | Zwei um 1700 erbaute, schmale Altstadt-Reihenhäuser im Spätrenaissance-Stil. |
| ja   | Datei hochladen · Wikidata zu Haus (Q29581813)                                                                  | Haus KGS-Nr.: 15958                                                                    | B    | G   | Engelgasse 3 638365 / 237571                          | Schmales spätgotisches Altstadt-Reihenhaus mit Krüppelwalmdach und weit vorkragender Ründe auf geschnitzten Bügen. |
| ja   | Datei hochladen · Wikidata zu St. Urbanhof (Q1634858)                                                           | St. Urbanhof (Eckhaus) KGS-Nr.: 15959                                                  | B    | G   | Vordere Hauptgasse 63 638358 / 237539                 | Ehemaliges Verwaltungszentrum des Klosters St. Urbans, das bis auf das 13. Jahrhundert zurückgeht. Mächtiges Eckhaus unter Gerschilddach mit Ründe auf geschnitzten Bügen. An der Engelgasse Fachwerk-Anbau von 1625.                                                                                |
| ja   | Datei hochladen · Wikidata zu Haus "Zum Grossen Bären" (Q29581801)                                              | Haus «Zum Grossen Bären» KGS-Nr.: 15960                                                | B    | G   | Kanzleigässli 6 638370 / 237591                       | Um 1740 erbautes Wohn- und Geschäftshaus, entstanden aus der Vereinigung zweier älterer Gebäude des 16. Jahrhunderts. Mächtiger verputzter Mauerbau mit geriegeltem Dachgeschoss, unter einem Krüppelwalmdach mit bemalter Ründe.                                                                    |
| ja   | Datei hochladen · Wikidata zu Restaurant Rebstock (Q29581882)                                                   | Restaurant Rebstock KGS-Nr.: 15961                                                     | B    | G   | Rathausgasse 6 638416 / 237576                        | Um 1600 erbautes Gasthaus im spätgotischen Stil. Viergeschossiger Mauerbau unter gekrümmtem Walmdach. |
| ja   | Datei hochladen · Wikidata zu Ehemaliges Wachthaus (Q29581762)                                                  | Ehemaliges Wachthaus KGS-Nr.: 15963                                                    | B    | G   | Niklaus-Thut-Platz 21 638449 / 237659                 | 1799 erbautes Wachthaus im spätbarocken Stil. Eingeschossiges, gemauertes Gebäude unter massigem Mansarddach mit fünf toskanischen Säulen. |
| ja   | Datei hochladen · Wikidata zu Zur Alten Kanzlei (Q29581927)                                                     | Zur Alten Kanzlei KGS-Nr.: 15964                                                       | B    | G   | Vordere Hauptgasse 74 638304 / 237602                 | Um 1700 erbautes repräsentatives Verwaltungsgebäude im barocken Stil. Dreiseitig freistehendes, viergeschossiges Gebäude unter Mansardgiebeldach mit Ründe auf Bügen. |
| ja   | Datei hochladen · Wikidata zu Archivturm und Weibelwohnung (Q29581751)                                          | Archivturm und Weibelwohnung KGS-Nr.: 15965                                            | B    | G   | Engelgasse 11 638389 / 237589                         | 1482 erbauter, zweigeschossiger Mauerbau im gotischen Stil, früherer Aufbewahrungsort des Stadtarchivs. Daran angebaut das 1606 erneuerte Weibelhaus mit massivem Mauerwerk und ausgemauertem Fachwerk.                                                                                              |
| ja   | Datei hochladen · Wikidata zu Treppenturm der ehemalige Stiftsschaffnerei (Q29581910)                           | Treppenturm der ehemaligen Stiftsschaffnerei KGS-Nr.: 15966                            | B    | G   | Hintere Hauptgasse 21 638431 / 237636                 | 1595 erbauter, achteckiger Treppenturm des einstigen Stiftshofs. |
| ja   | Datei hochladen · Wikidata zu Ehemalige Helferei und Nachbargebäude (Q29581754)                                 | Ehemalige Helferei und Nachbargebäude KGS-Nr.: 15967                                   | B    | G   | Niklaus-Thut-Platz 23–25 638440 / 237629              | 1598/99 von Antoni Stab erbautes Pfarrhelferhaus im spätgotischen Stil. |
| ja   | Datei hochladen · Wikidata zu Rabenbrunnen (Q29581876)                                                          | Rabenbrunnen KGS-Nr.: 15969                                                            | B    | K   | Vordere Hauptgasse 638263 / 237746                    | 1858/62 neu erstellter Brunnen. Quadratischer Trog mit zentriertem Brunnenstock. |
| ja   | Datei hochladen · Wikidata zu Lindenplatzbrunnen (Q29581850)                                                    | Lindenplatzbrunnen KGS-Nr.: 15970                                                      | B    | K   | Lindenplatz 638299 / 237795                           | Ehemals Engelbrunnen, 1865 an den heutigen Standort versetzt. |
| ja   | Datei hochladen · Wikidata zu Ochsenbrunnen (Q29581869)                                                         | Ochsenbrunnen KGS-Nr.: 15971                                                           | B    | K   | Bärengasse 638254 / 237853                            | 1796 am heutigen Standort aufgestellter Brunnen im klassizistischen Stil. Längstrog mit Rautenfüllungen, exzentrischer Brunnenstock. |
| ja   | Datei hochladen · Wikidata zu Niklaus Thut-Brunnen (Q29581867)                                                  | Niklaus-Thut-Brunnen KGS-Nr.: 15972                                                    | B    | K   | Niklaus-Thut-Platz 638392 / 237645                    | 1894 von der Zofingia gestifteter und errichteter Brunnen zu Ehren von Niklaus Thut. |
| ja   | Datei hochladen · Wikidata zu Stadtbefestigung Zofingen (Q29581905)                                             | Stadtbefestigung KGS-Nr.: 15973                                                        | B    | S   | Ringmauergasse / Untere Grabenstrasse 638479 / 237471 | Kleinere, erhalten gebliebene Überreste der früheren Stadtmauer, zumeist in benachbarte Gebäude einbezogen. |
| ja   | Datei hochladen · Wikidata zu Münzturm mit Plätzliliegenschaft (Q29581859)                                      | Münzturm mit Plätzliliegenschaft KGS-Nr.: 15974                                        | B    | G   | Hintere Hauptgasse 7 638369 / 237789                  | Turm der früheren Stadtmauer, erbaut aus Sandstein im späten 14. Jahrhundert. Daneben viergeschossiges Wohnhaus aus der Zeit um 1600. |
| ja   | Datei hochladen · Wikidata zu Abdankungshalle (Q29581735)                                                       | Abdankungshalle KGS-Nr.: 15975                                                         | B    | G   | General-Guisan-Strasse 12.1 638587 / 237667           | 1872/73 auf der damaligen Schützenmatte erbaute Abdankungshalle vom Schweizer Architekten Robert Moser. |
| ja   | Datei hochladen · Wikidata zu Amtshaus (Q29581746)                                                              | Amtshaus KGS-Nr.: 15976                                                                | B    | G   | Vordere Hauptgasse 120 638431 / 237423                | In den Jahren 1849 bis 1851 erbauter, breitrechteckiger klassizistischer Bau unter flach geneigtem Walmdach. Platzseitige Front durch überhöhten Mittelrisalit mit Dreieckgiebel und hölzernem Kranzgesims akzentuiert. Identisch mit dem gegenüberliegenden Gebäude an der Vorderen Hauptgasse 83.  |
| ja   | Datei hochladen · Wikidata zu Bahnhof Zofingen (Q801665)                                                        | Bahnhofgebäude KGS-Nr.: 15977                                                          | B    | G   | Untere Grabenstrasse 28 638168 / 237590               | 1856 erbautes Empfangsgebäude des Bahnhofs Zofingen. |
| ja   | Datei hochladen · Wikidata zu Ehemaliges Zunfthaus zu Metzgern (Q29581770)                                      | Ehemaliges Zunfthaus zu Metzgern KGS-Nr.: 15978                                        | B    | G   | Rathausgasse 2 638383 / 237622                        | 1602/03 erbautes Zunfthaus im spätgotischen Stil. Dreigeschossiger Quadersteinbau mit hexagonalem, auf zwei Seiten freistehendem Treppenturm unter Spitzhelm. |
| BW   | Datei hochladen · Wikidata zu Galgenberg (Q106465648)                                                           | Galgenberg KGS-Nr.: 15979                                                              | B    | F   | 639025 / 236325                                       | Überreste einer mittelalterlichen bzw. frühneuzeitlichen Richtstätte mit Galgen, die bis 1798 in Verwendung war. |
| ja   | Datei hochladen · Wikidata zu Stadtkirche Zofingen (Q2327494)                                                   | Evangelisch-reformierte Stadtkirche KGS-Nr.: 15981                                     | B    | G   | Kirchplatz 638328 / 237675                            | Bis auf das 11. Jahrhundert zurückgehendes, markantes Kirchengebäude im romanisch-spätgotischen Stil. Vorgängerbauten lassen sich bis ins frühe 7. Jahrhundert nachweisen. Dreischiffige Basilika mit Langhaus, Chor, Kapellen und Kirchturm.                                                        |
| ja   | Datei hochladen · Wikidata zu Haus (Q29581879)                                                                  | Haus KGS-Nr.: 15982                                                                    | B    | G   | Rathausgasse 3 638416 / 237613                        | Um 1675 erbautes Altstadthaus im barocken Stil, einer der repräsentativsten Gebäude Zofingens aus jener Ära. Im Innern reich getäferte Räume. |
| ja   | Datei hochladen · Wikidata zu Schweizerhaus (Q29581891)                                                         | Schweizerhaus KGS-Nr.: 15983                                                           | B    | G   | Rathausgasse 13 638445 / 237558                       | 1794 erbautes Patrizierhaus. Viergeschossiges, traufständiges Gebäude in Sandsteinquaderwerk unter Mansarddach. |
| BW   | Datei hochladen · Wikidata zu Villa Gradmann (Q29581915)                                                        | Villa Gradmann KGS-Nr.: 15985                                                          | B    | G   | Weststrasse 10 637603 / 237366                        | 1906 erbaute Villa. |
| BW   | Datei hochladen · Wikidata zu Villa mit ehemaliger Freimaurerloge (Q29581917)                                   | Villa mit ehemaliger Freimaurerloge KGS-Nr.: 15986                                     | B    | G   | Pomernhalde 10 638792 / 237473                        | |
| ja   | Datei hochladen · Wikidata zu Amtshaus. (Q29581741)                                                             | Amtshaus KGS-Nr.: 16123                                                                | B    | G   | Vordere Hauptgasse 83 638340 / 237546                 | In den Jahren 1849 bis 1851 erbauter, breitrechteckiger klassizistischer Bau unter flach geneigtem Walmdach. Platzseitige Front durch überhöhten Mittelrisalit mit Dreieckgiebel und hölzernem Kranzgesims akzentuiert. Identisch mit dem gegenüberliegenden Gebäude an der Vorderen Hauptgasse 120. |